# 陳懷生
陳懷生（1928年—1962年9月9日），本名陳懷，前中華民國總統蔣中正贈名「懷生」，福州閩候縣人， 中華民國空軍飛行員，黑貓中隊隊員，於1962年9月9日駕駛U-2偵察機潜入大陸江西地區，被中華人民共和國解放軍岳振华率领的地對空飛弹第2营在江西南昌擊落身亡。身後追晉上校。

## 簡介
陳懷上校，福建省閩候縣人，空軍幼校第二期畢業，官校二十八期第一名畢業，先後飛過P-47、P-51、B-25、T-33、RF-84、F-86、F-100等各型飛機。於1959年赴美受訓U-2偵察機，加入黑貓中隊，為最早期隊員之一。黑貓中隊的隊徽就是出自他的設計。1962年1月15日陳懷獲得蔣中正總統召見鼓勵，合照留念。同年9月初，陳懷寫信給蔣中正總統，附上這張合影照片，請求簽字。蔣中正隔天召見，問他的別號，陳懷說沒有，蔣為他題了「懷生」二字，要他保重生命，叮囑「你飛行以前，不要忘了（帶）降落傘才行。」陳懷回答，他絕不在大陸上使用降落傘，絕不願被俘，苟且偷生。
1962年9月9日，陳懷駕駛編號「378」的U-2C由桃園基地起飛，前往中國大陸江西地區執行偵察任務，在南昌被解放軍空軍以SA-2防空飛彈擊落，送南昌市第157軍醫院後不治身亡，享年34歲，是第一位因出任務而殉職的黑貓中隊隊員。

## 紀念
陳懷生殉職後，蔣中正和蔣經國曾多次表達追思和紀念，蔣經國並為陳懷生銅像揭幕撰寫〈看不見，可是你依舊存在〉專文紀念（後收入《風雨中的寧靜》）。蔣中正為感念陳懷的英勇事蹟，改名陳懷為「陳懷生」。
以下是以「懷生」命名的建築：
- 臺北市中山區懷生國民小學(1967)：臺北市中山區埤頭里安東街16巷2號：在1967年8月將台北市仁愛路空軍總部旁的「空軍子弟學校」改名為「懷生國小」。
- 臺北市立懷生國民中學(1969)：臺北市大安區義村里忠孝東路三段248巷30號：在1969年懷生國小遷移後，在原地興辦「懷生國中」。
- 金山青年活動中心懷生廳：救國團金山青年活動中心禮堂以「懷生」命名。並在二樓有銅製胸像（該建築一樓為活動中心餐廳，二樓為會議禮堂）。
- 「懷生機場」：將桃園市八德區的機場取名為「懷生機場」。

2013年，國防部安排九名來自大陸的陳懷生親友連日參訪紀念陳懷生史蹟。陳懷生友人高興華發現懷生國中的紀念碑文面目全非，時間從「中華民國五十二年九月三日」（軍人節）變成「創校三十六年紀念」，蔣中正題字「音容宛在」變成「陳懷生先生像」，落款「蔣中正」變成「懷生國中全體師生」，懷生語錄也不見了。
2021年，經台北空軍子弟小學（台北懷生國小前身）校友証實，當年的陳烈士銅像現今座落於懷生國小（台北市安東街16巷2號）校園，下署「空軍英雄陳懷生烈士銅像」，側有「陳懷生事略」與「建像緣起」的碑文，時為1983年10月10日。

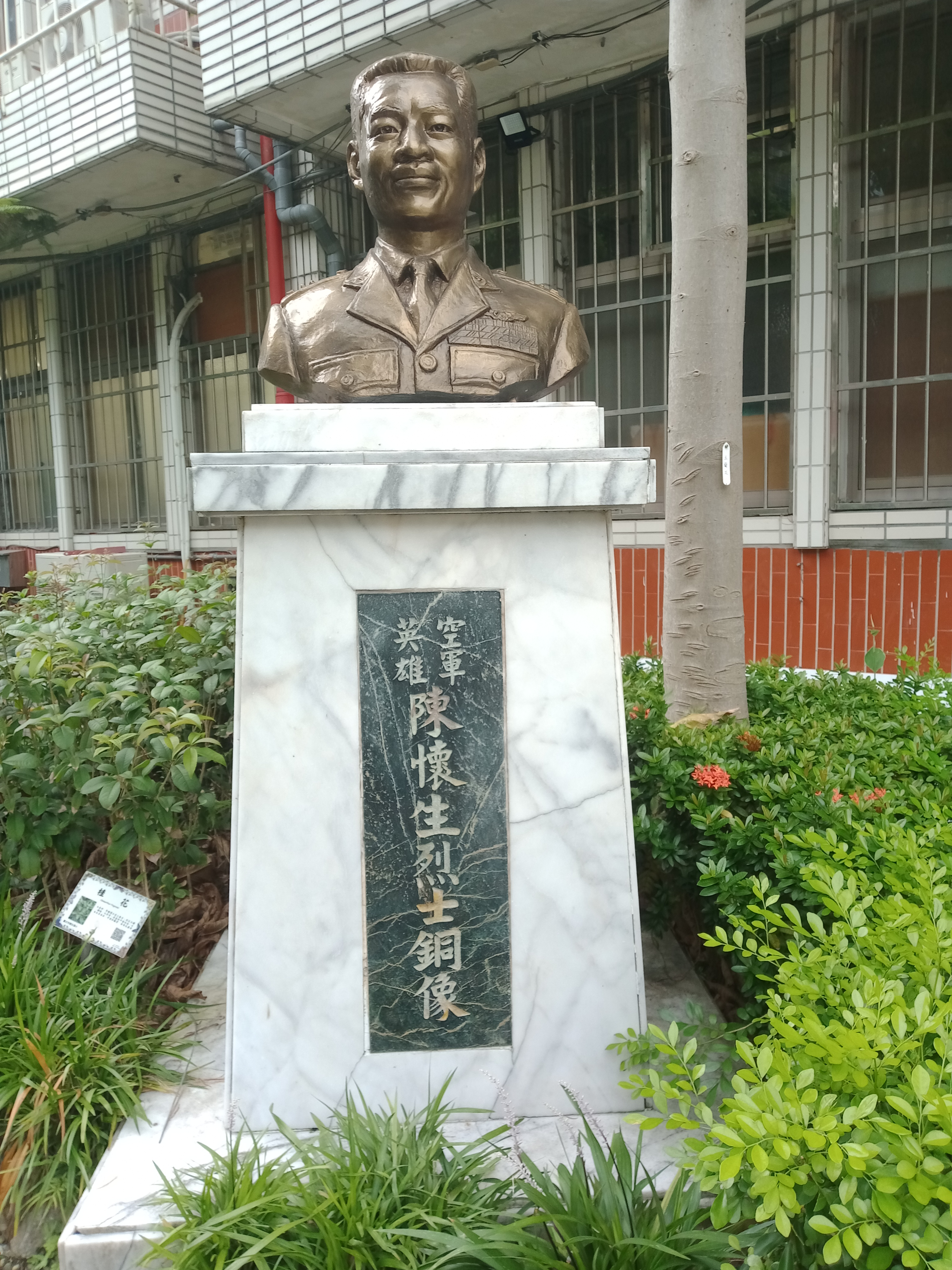
陳懷生銅像(1963)正面
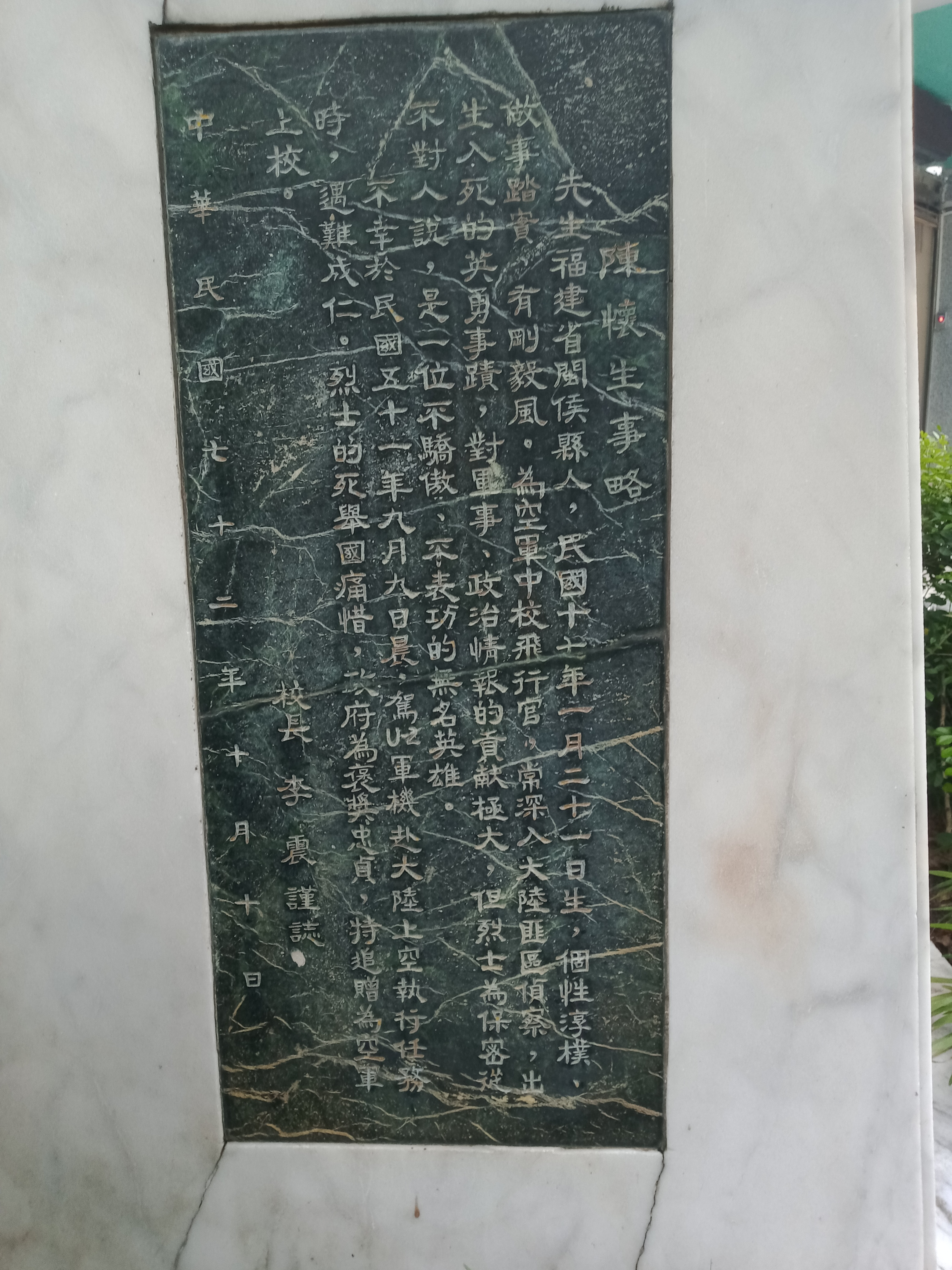
(1983)左碑文：陳懷生記事
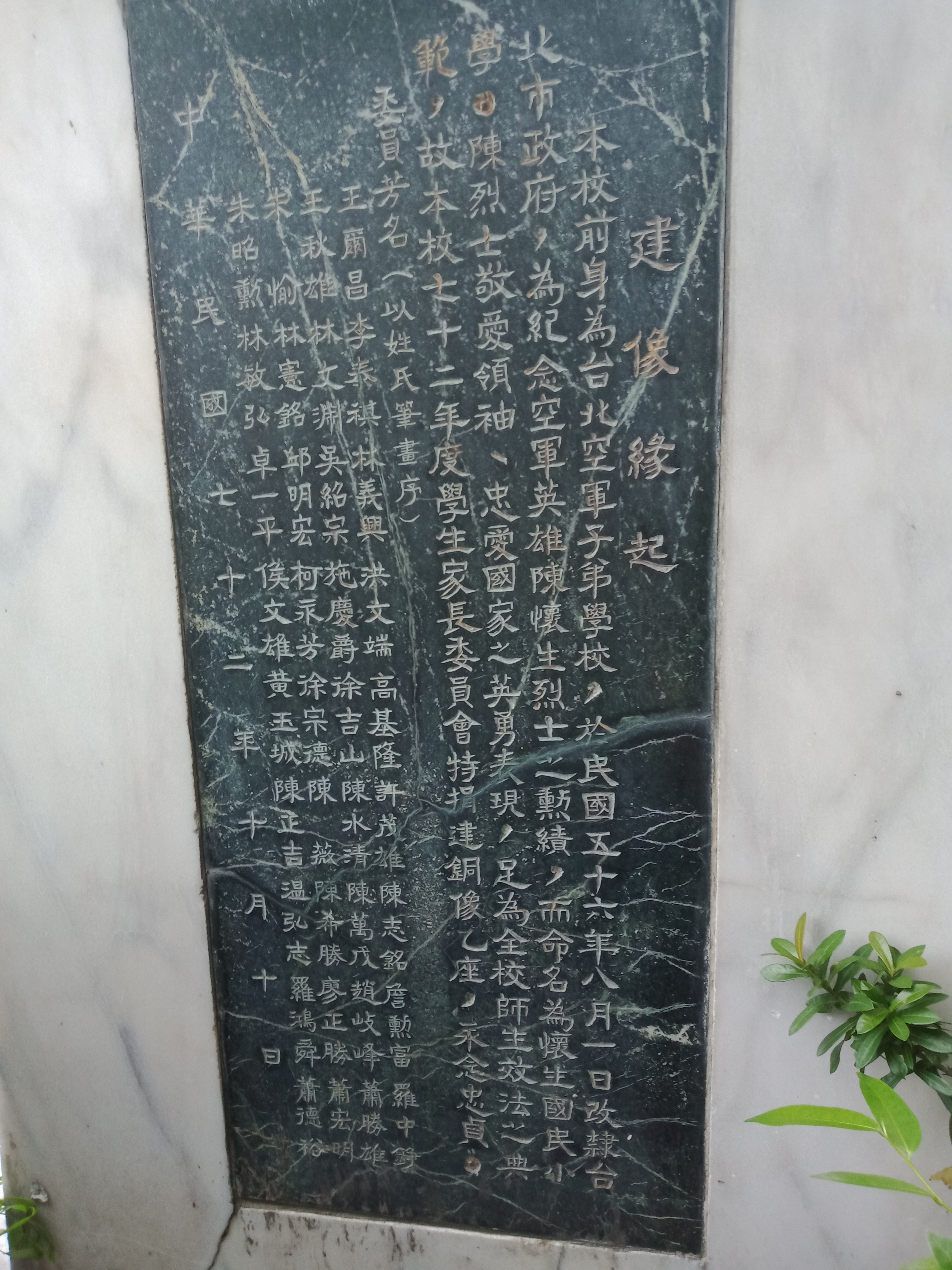
(1983)右碑文：建像緣起

## 外部連結
- 懷生國小－校史
- 中華民國空軍網站－陳懷生烈士
- 你依然存在─黑貓中隊勇士陳懷幼校時的照片
- 你依然存在─黑貓中隊勇士陳懷的勳獎章照片
- 你依然存在─空軍舉辦追思活動　緬懷黑貓中隊殉職烈士陳懷生
- 你依然存在─黑貓中隊勇士陳懷民國五十二年於碧潭的衣冠冢照片
- 看不见，可你依旧存在 特以此文纪念陈怀中校殉职48周年
- 哀陈怀生尸骨无存 愿林毅夫返乡有路 （页面存档备份，存于）